# Верх-Майзас
Верх-Майзас — село в Кыштовском районе Новосибирской области. Административный центр Верх-Майзасского сельсовета.

## География
Площадь села — 85 гектаров.

## Население
| 2002 | 2007 | 2010 |
| ---- | ---- | ---- |
| 295  | ↘237 | ↘187 |

## Инфраструктура
В селе по данным на 2007 год функционируют 1 учреждение здравоохранения и 1 учреждение образования.